# Долгоруков, Василий Фёдорович
Князь Василий Фёдорович Долгоруков († 1713) — стольник и воевода во времена правления Алексея Михайловича, Фёдора III, Ивана V, правительницы Софьи и Петра I.
Рюрикович в XXIV колене, из княжеского рода Долгоруковы.
Сын князя Фёдора Алексеевича Долгорукова. Имел сестру, княжну Матрёну Фёдоровну — жена князя Ивана Степановича Шаховского.

## Биография
Жилец (1668). Стряпчий (1671). Пожалован в царские стольники (17 марта 1672-1692). Ездил за Государём в осенних и зимних поездках (1674). Сопровождал Государя из села Хорошево в Звенигород (07 декабря 1676) и участвовал в крестном ходу с государём (1678). За Чигиринскую службу пожалован в вотчину 100 четвертей земли (1677). Дневали ночевал при гробе царя Фёдора III Алексеевича (02 мая 1682). Участвовал в Троицком походе (1683). Первый воевода в Олонце, получает царский наказ о поимке староверов, засевших в лесах около Онежского озера (27 марта 1687). Участвует в Крымском походе в полку князя В.В. Голицына, поручик у стольников (1689). Участник Троицкого похода (1690), за что получает придачу в 210 четвертей земли и перевести земли из поместья в вотчину. На службе в Воронеже в полку князя Василия Владимировича Долгорукова (1708). Стольник, предложено ему строиться на острове Котлин (1712).
Владел поместьями и вотчинами в Соловском и Костромском уездах. В деревне Неронково Московского уезда построил церковь (1710), почему деревня стала называться Спасское-Неронково.
Умер († 1713).

## Семья
Жена: Дарья Павловна урождённая Леонтьева († 1709), дочь стольника Павла Фёдоровича Леонтьева, погребена в Богоявленском монастыре. Упомянута девицей (1674).
Дети:
- князь Пётр Васильевич († 29 ноября 1695) — комнатный стольник (1694), погребён патриархом в Богоявленском монастыре.
- князь Иван Васильевич († 1713) — жилец (1694-1705), умер в один год с отцом.
- княжна Фёдосья Васильевна — жена боярина, дворцового воеводы, царственного государственной печати оберегатель, наместник новгородский князь Василий Васильевич Голицын.
- княжна Анна Васильевна — жена стольника Алексея Львовича Плещеева.
- княжна Авдотья Васильевна — жена князя Петра Алексеевича Коркодинова.